# Chi Centauri
Désignations
Chi Centauri (χ Cen) est une étoile variable de la constellation australe du Centaure. Elle est visible à l'œil nu avec une magnitude apparente de 4,35. L'étoile présente une parallaxe annuelle de 6,39 mas telle que mesurée par le satellite Hipparcos, ce qui permet d'en déduire qu'elle est distante d'environ ∼ 510 a.l. (∼ 156 pc) de la Terre. Elle s'éloigne du Système solaire à une vitesse radiale de +12 km/s.
Chi Centauri est une étoile bleu-blanc de la séquence principale de type spectral B2V. Elle est âgée d'environ 9 millions d'années et elle est 8,2 fois plus massive que le Soleil. Elle est 1 600 fois plus lumineuse que le Soleil et sa température de surface est de 20 800 K.
L'étoile est classée comme une variable de type Beta Cephei à courte période, avec une variation de 0,02 magnitude dans la bande B sur une période de seulement 50 minutes.
Chi Centauri est membre du groupe Haut-Centaure Loup de l'association Scorpion-Centaure, qui est l'association d'étoiles massives de types O et B la plus proche du Système solaire.